# Lotus 25
El Lotus 25 fue un monoplaza de carreras de diseñado por Colin Chapman para la temporada 1962 de Fórmula 1. Fue un diseño revolucionario, con la introducción del chasis monocasco, el primero en la historia de la Fórmula 1.
El monoplaza se estrenó en la temporada 1962, pero fue utilizado por el Team Lotus hasta la temporada 1965, y por escuderías privadas dos años más.
Obtuvo un total de 14 victorias, todas conseguidas por Jim Clark. En 1963, Clark ganó el campeonato con siete victorias en 10 carreras con el 25, sumando más puntos totales que los dos siguientes clasificados. Además, con este monoplaza logró tres victorias en 1962 y en 1964 y una en 1965, temporada en la que ganó su segundo título. Trevor Taylor y Peter Arundell fueron otros de los pilotos que también condujeron este monoplaza para Lotus.